# Stenellipsis fuscolateripennis
Stenellipsis fuscolateripennis är en skalbaggsart som beskrevs av Stefan von Breuning 1966. Stenellipsis fuscolateripennis ingår i släktet Stenellipsis och familjen långhorningar. Inga underarter finns listade i Catalogue of Life.